# Santiago Díaz (escritor)
Santiago Díaz Cortés (Madrid, 1971) es un escritor y guionista de cine y televisión español.

## Biografía
Inició su carrera en Antena3 como delegado de contenidos para series como Compañeros, Código Fuego, Un paso adelante y Aquí no hay quien viva. Más tarde pasó por diferentes productoras españolas, donde ha escrito más de seiscientos guiones emitidos en televisión de series como Hermanas, El don de Alba, Yo soy Bea, El secreto de Puente Viejo, Malaka o Fuerza de paz.
En el año 2018 publicó con la Editorial Planeta su primera novela, Talión, sobre una periodista que decide tomarse la justicia por su mano. En enero de 2021 publicó El buen padre, que inicia la serie protagonizada por la inspectora Indira Ramos. 
En julio de 2020 estrenó en cines la película de terror Voces, dirigida por Ángel Gómez Hernández, para pasar en noviembre de ese mismo año a la plataforma Netflix.

## Obra

### Novela
- Talión (Ed. Planeta, 2018)
- El buen padre. Serie Indira Ramos I (2021)[1][2]
- Taurus. Salvar la Tierra (2021)
- Las otras niñas. Serie Indira Ramos II (2022)
- Indira. Serie Indira Ramos III (2023)
- Los nueve reinos (Alfaguara, 2024)
- Jotadé (2025)

### Cine
- Voces (Dir: Ángel Gómez Hernández, 2020)

### Televisión
- Guionista, entre otras, de las series Hermanas, A las once en casa, 7 días al desnudo, Yo soy Bea, Mi gemela es hija única, Supercharly, El don de Alba, El secreto de Puente Viejo, Malaka, Mercado Central.[3]

## Premios
- Premio Morella Negra 2019 por Talión.
- Premio Benjamín de Tudela 2019 por Talión.
- Premio Jaén de Narrativa Juvenil 2021 por Taurus. Salvar la Tierra.
- Premio Alicante Noir 2023 por Indira.[4]